# تپه امیر چاناتی
تپه امیر چاناتی مربوط به دوره اشکانیان است و در شهرستان مشگین‌شهر، بخش مرادلو، دهستان ارشق غربی، روستای نورکندی واقع شده و این اثر در تاریخ ۲۶ اسفند ۱۳۸۷ با شمارهٔ ثبت ۲۵۷۹۷ به‌عنوان یکی از آثار ملی ایران به ثبت رسیده است.